# Suttipong Boonsuaykhwan
Suttipong Boonsuaykhwan (thailändisch สุทธิพงศ์ บุญสวยขวัญ, * 10. März 1993) ist ein thailändischer Fußballspieler.

## Karriere
Suttipong Boonsuaykhwan spielte von 2019 bis 2020 bei Bankeng United FC und Chainat United FC. Seit mindestens 2021 stand er beim Samut Sakhon FC unter Vertrag. Der Verein aus Samut Sakhon spielte in der zweiten thailändischen Liga, der Thai League 2. Sein Zweitligadebüt für Samut gab er am 3. Februar 2021 im Heimspiel gegen den Kasetsart FC. Hier wurde er nach der Halbzeitpause für Wanthana Chaisawan eingewechselt. Für Samut bestritt er drei Zweitligaspiele. Nach der Saison wurde sein Vertrag nicht verlänhgert. Seit Sommer 2021 ist er Vertrags- und vereinslos.